# 杨士瑾
杨士瑾，山东寿光人，清朝政治人物。举人出身。
杨士瑾曾于1713年接替刘翥任娄县知县一职，1716年由李灏接任。